# Gattya balei
Gattya balei is een hydroïdpoliep uit de familie Halopterididae. De poliep komt uit het geslacht Gattya. Gattya balei werd in 1907 voor het eerst wetenschappelijk beschreven door Bartlett. 